# Mauny
Mauny település Franciaországban, Seine-Maritime megyében. Lakosainak száma 151 fő (2022. január 1.). Mauny Barneville-sur-Seine, Caumont, La Trinité-de-Thouberville, Bardouville, Saint-Pierre-de-Manneville és Yville-sur-Seine községekkel határos.

## Népesség
A település népességének változása:
| Lakosok száma | 168  | 169  | 179  | 172  | 168  | 164  | 159  | 155  | 151  |
|               | 2013 | 2015 | 2016 | 2017 | 2018 | 2019 | 2020 | 2021 | 2022 |